# 泰罗布
泰罗布（法語：Terraube，法語發音：[tɛʁob]）是法国热尔省的一个市镇，位于该省北部，属于孔东区和热尔洛马涅市镇公共社区。

## 地理
泰罗布（43°54'23"N, 0°33'6"E）面积25.14 平方千米，位于法国奧克西塔尼大區热尔省，该省份为法国西南部内陆省份，北起顺时针与洛特-加龙省、塔恩-加龙省、上加龙省、上比利牛斯省、大西洋比利牛斯省和朗德省接壤。
与泰罗布接壤的市镇（或旧市镇、城区）包括：布拉济耶尔、拉莫特戈阿、莱克图尔、马尔索朗、马斯多维尼翁、波亚克。
泰罗布的时区为UTC+01:00、UTC+02:00（夏令时）。

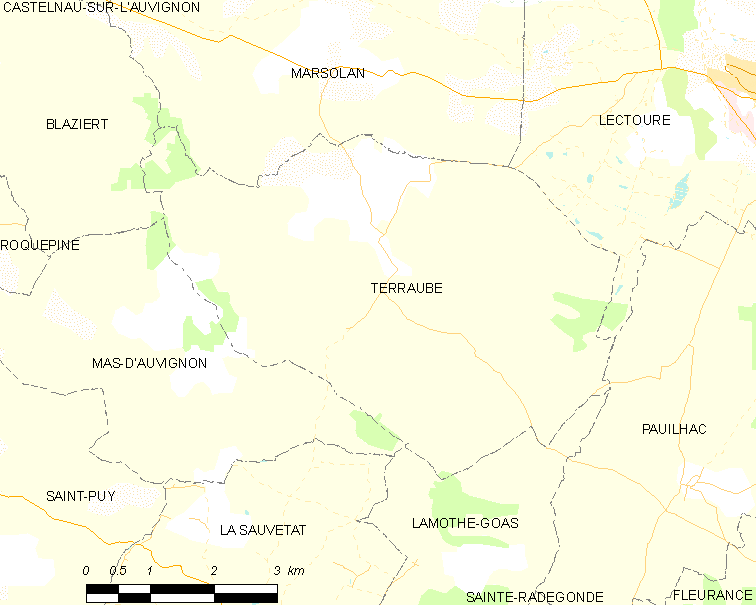
泰罗布的OSM定位图

## 行政
泰罗布的邮政编码为32700，INSEE市镇编码为32442。

## 政治
泰罗布所属的省级选区为莱克图尔-洛马涅县。

## 交通
热尔省省道D42线和D166线在泰罗布市中心交汇。

## 人口

1962-2008年间泰罗布人口变化图示

泰罗布于2022年1月1日时的人口数量为361人。